# Sonderaktion Krakau
Sonderaktion Krakau  е акция на хитлеристките окупатори в Краков, насочена към ликвидиране на интелектуалците на града.
Акцията е проведена на 6 ноември 1939 г. в Ягелонския университет. Задържани са общо 183 професори.
Професорите са поканени на „лекция“ на германския офицер от СС Бруно Мюлер в зала 56 на Collegium Novum. Случайно на лекцията присъстват и други слушатели, в т.ч. трима лектори от Стопанската академия на Краков. В аудиторията им е съобщено, че са арестувани за тяхното вражеско настроение към окупатора и откриването на академичната година без разрешение на новите власти.
По същото време, в друга аудитория на Университета, са събрани по друг повод 21 професори на Минната академия на Краков, които също са арестувани.
Групата от 183 академични преподаватели е преведена първоначално в затвора в Краков, а по-късно в концентрационния лагер Захсенхаузен. Поради тежките условия и унижението през декември и януари умират няколко от най-известните учени на Полша.
Последвалите протести сред световната научна общност и застъпничеството на Бенито Мусолини принуждават властите да освободят от лагера 101 интелектуалци на възраст над 40 г. Много от тях скоро след освобождаването си също умират.
На 9 ноември същата година е осъществена втора акция, по време на която са арестувани 120 представители на интелигенцията на Краков – учители, адвокати, депутати, духовници и др. След първоначален престой в затвора на Краков, групата е изпратена в концентрационния лагер Аушвиц.